# Макдональд, Лори
Лори Макдональд (англ. Laurie MacDonald) — кинопродюсер (исполнительный продюсер) компании DreamWorks. Замужем за Уолтером Ф. Парксом.

## Фильмография
- Шпионы по соседству / Keeping Up with the Joneses (2016)
- Экипаж / Flight (2012)
- Облачный атлас / Cloud Atlas (2012) (исполнительный продюсер)
- Люди в чёрном 3 / Men in Black 3 (2012)
- Ужин с придурками / Dinner for Schmucks (2010)
- Незваные / The Uninvited (2009)
- Пылающая равнина / The Burning Plain (2008)
- Суини Тодд, демон-парикмахер с Флит-стрит / Sweeney Todd: The Demon Barber of Fleet Street (2007)
- Остров / The Island (2005) (исполнительный продюсер)
- Между небом и землёй / Just like Heaven (2005)
- Звонок 2 / The Ring Two (2005)
- Легенда Зорро / The Legend of Zorro (2005)
- Лемони Сникет: 33 несчастья / Lemony Snicket's A Series pf Unfortunate Events (2004)
- Терминал / The Terminal (2004)
- Звонок / The Ring (2002)
- Люди в чёрном 2 / Men in Black II (2002)
- Поймай меня, если сможешь / Catch Me If You Can (2002) (исполнительный продюсер)
- Смокинг / The Tuxedo (2002)
- Машина времени / The Time Machine (2002)
- Гладиатор / Gladiator (2000) (исполнительный продюсер)
- Маска Зорро / The Mask of Zorro (1998)
- Люди в чёрном / Men in Black (1997)
- Амистад / Amistad (1997) (исполнительный продюсер)
- Люди в чёрном / Men in Black (1997)
- Миротворец / The Peacemaker (1997) (исполнительный продюсер)
- Смерч / Twister (1996)
- Лоскутное одеяло / How to Make an American Quilt (1995)